# Spulerina malicola
Spulerina malicola är en fjärilsart som först beskrevs av Edward Meyrick 1921.  Spulerina malicola ingår i släktet Spulerina och familjen styltmalar. Inga underarter finns listade i Catalogue of Life.